# Javier Villeta
Javier Villeta Trigo (Caguas, 30 ottobre 1958) è un ex cestista portoricano.

## Carriera
Con Porto Rico ha disputato i Campionati del mondo del 1978, segnando 18 punti in 4 partite.